# Alphonse (série télévisée)
Pour les articles homonymes, voir Alphonse.
Production
Diffusion
Alphonse est une série télévisée française en six épisodes d'environ 50 minutes créée par Nicolas Bedos et mise en ligne du 12 octobre au 2 novembre 2023 sur Amazon Prime Video.

## Synopsis
La série relate la résurrection morale d'un quadragénaire complexé, Alphonse. Il devient gigolo pour remplacer son père défaillant, Jacques, et rencontre beaucoup de femmes fascinantes qui l'entraînent dans de folles aventures.

## Distribution

### Personnages principaux
- Jean Dujardin : Alphonse
- Charlotte Gainsbourg : Margot
- Nicole Garcia : Martha
- Pierre Arditi : Jacques
- Laura Morante : Laura
- Francine Bergé : Adèle
- Marie-Christine Barrault : Ève

### Personnages secondaires
- Lubna Azabal : Natacha Gemier
- Vincent Macaigne : Wildred
- Olivier Barthélémy : Bruno
- Alice Dufour : Madeleine
- Michaël Cohen : Lucien Moreira
- Elsa Zylberstein : Eléonore Baumann
- Myriem Akheddiou : la psychologue
- Nicole Calfan : Marianne
- Corinne Touzet : une femme de 50 ans
- Anne Canovas : Marie
- Martine Chevallier : Elise Duthi
- Évelyne Dandry : Catherine
- Elisabeth Macocco : Chantal Godeffroy
- Chantal Neuwirth : Françoise Berleau
- Anne-Marie Pisani : Carine Grotze
- Yves Pignot : Gaston Bragnier
- Mounir Margoum : le médecin de Jacques à l'hôpital
- Louka Meliava : Louis
- Rachid Guellaz : Marco
- Anaïs Fabre : Clémence, la fille de Martha
- Gall Gaspard : Jacques Bisson, jeune
- Alice Aufray : Martha, jeune
- Carolina D'Alterio : Laura Tomazi, jeune
- Charley Fouquet : Adèle Clément, à 40 ans
- Claire Romain : Adèle Clément, jeune
- Victor Saulnier : Alphonse, à 3 ans
- Philippe Ours : Richard, le pianiste

## Fiche technique
- Création : Nicolas Bedos, d'après une idée originale de Jean Dujardin
- Réalisation : Nicolas Bedos
- Musique : Romain Trouillet
- Montage : Clément Selitzki
- Production : Alain Goldman
- Pays de production :  France

## Épisodes
1. Épisode 1 : Alphonse subit une violente agression de la part de clients affiliés à la mafia. Lors de ses congés, il prend conscience de la profonde empreinte laissée par l'abandon de sa mère durant son enfance. En plus de cela, il perd son emploi. Le même jour, il reçoit la nouvelle de l'hospitalisation de son père éloigné, Jacques. Les retrouvailles s'avèrent compliquées, d'autant plus qu'Alphonse découvre qu'il a secrètement travaillé comme gigolo toute sa vie.
2. Épisode 2 : Pour tromper sa femme Margot, Alphonse lui fait croire qu'il a décroché un nouvel emploi, mais en réalité, il se substitue temporairement à son père en tant que gigolo pour des clientes parisiennes âgées. Au début, il peine à répondre aux attentes de sa clientèle, mais il se rend bientôt compte que ce travail inattendu lui apporte une satisfaction personnelle extraordinaire. Sa femme, dotée d'une grande perspicacité, ne tarde pas à découvrir la supercherie.
3. Épisode 3 : Alphonse se révèle être un authentique virtuose dans sa nouvelle profession, cependant, Adèle, sa cliente la plus fortunée, est aux prises avec les méfaits de son petit-fils qui tente par tous les moyens de lui extorquer de l'argent. Parallèlement, Margot entame une liaison avec sa conseillère bancaire. La mère d'Alphonse, ayant récemment perdu son mari en Italie, fait un retour à Paris, bercée par la nostalgie de ses jours plus heureux dans la Ville Lumière.
4. Épisode 4 : Alphonse et Adèle collaborent pour monter un stratagème visant à contrer les agissements du petit-fils. Margot surprend Alphonse en flagrant délit ! Cependant, une fois les apparences dissipées, Margot entraîne Alphonse dans un ménage à trois avec une escorte. Et le quitte. Après s'être remis de sa maladie, Jacques tente de reprendre son activité, mais découvre qu'il est peut-être épris de Martha, sa cliente la plus complexe. Adèle meurt et lègue son magot à Alphonse.
5. Épisode 5 : Animé par la vengeance et la cupidité, le petit-fils d'Adèle recrute un détective privé désœuvré, Wilfried, afin de retrouver la fortune de sa grand-mère. Une fois enrichi par le magot d'Adèle, Alphonse aspire à offrir à sa femme la vie luxueuse dont ils ont toujours rêvé, mais Jacques soutient que l'argent lui revient légitimement et se réfugie chez Martha avec la somme. Un retour en arrière montre que la mère d'Alphonse a été forcée d'abandonner sa famille sous la contrainte.
6. Épisode 6 : À Nice et sans l'argent, Alphonse et Margot doivent s'improviser des vacances dignes de la jet-set. Pendant ce temps, la mère d'Alphonse, restée seule à Paris, fait appel à un service d'escorte fortement recommandé. Jacques se révèle moins habile que Wilfried, qui réussit à s'emparer de l'argent à son tour. À son retour de vacances, Alphonse rencontre sa première cliente, une femme séduisante au charmant accent italien : sa mère.

## Making-of
Un documentaire de Pauline Desmonts sur les coulisses de la série est mis en ligne en décembre 2023 sur YouTube,. Celle-ci accuse Prime Video d’avoir « boycotté » la dernière série.

## Réception
La critique est polarisée. Certains critiques étrillent la série, décrite comme un étalage de « vulgarité » (dans Libération), de « mauvais goût » (Le Parisien), de misanthropie (Télérama) et de « misogynie » (L'Obs), tandis que Paris Match et Le Figaro la louent, et que Marianne et Le Point dénoncent une cabale,. L'Indépendant la présente comme “peut-être la meilleure série de l'année”.